# 国民革命軍戦闘序列 (1944年)
国民革命軍戦闘序列 (1944年)は1944年の冬に編成発布された中華民国国民革命軍の戦闘序列である。この戦闘序列は日中戦争の末期に、中国を統治した中華民国政府が中国全土を対象として反転攻勢をとるのに必要な編成としたものであり、この序列は概ね1945年中期の両国の戦争終結まで用いられた。

## 戦闘序列表

### 国民政府軍事委員会
- 国民政府軍事委員会（中国語版）委員長　蔣介石
  - 参謀総長　何応欽

### 第1戦区
- 司令長官：胡宗南
  - 第28集団軍　李仙洲
  - 第31集団軍　王仲廉
  - 第4集団軍　孫蔚如
  - 商南指揮所主任　郭寄嶠
  - 豫省警備総司令　劉茂恩
  - 第34集団軍　李文
  - 第37集団軍　丁徳隆
  - 第38集団軍　董釗
  - 直属特種部隊

### 第2戦区
- 司令長官：閻錫山
  - 第6集団軍　楊愛源
  - 第7集団軍　趙受綬
  - 第8集団軍　孫楚
  - 第13集団軍　王靖国
  - 第18集団軍（八路軍）　朱徳
  - 直属及び特種部隊

### 第3戦区
- 司令長官：顧祝同
  - 第32集団軍　李黙庵
  - 第25集団軍　李覚
  - 第23集団軍　唐式遵
  - 直属及び特種部隊

### 第5戦区
- 司令長官：李宗仁
  - 第2集団軍　劉汝明
  - 第22集団軍　孫震
  - 直属及び特種部隊

### 第6戦区
- 司令長官：孫連仲
  - 長江上遊（上流）江防軍　総司令　呉奇偉
  - 第10集団軍　王敬久
  - 第26集団軍　宋肯堂
  - 第33集団軍　馮治安
  - 直属及び特種部隊

### 第7戦区
- 司令長官：余漢謀
  - 第12集団軍　余漢謀
  - 直属及び特種部隊

### 第8戦区
- 司令長官：朱紹良
  - 晋陝綏辺区総司令　鄧宝珊
  - 東北挺進軍　馬占山
  - 第17集団軍　馬鴻逵
  - 第3集団軍　趙寿山
  - 第29集団軍　李鉄軍
  - 直属及び特種部隊

### 第9戦区
- 司令長官：薛岳
  - 第1集団軍副総司令　孫渡
  - 直属及び特種部隊

### 第10戦区
- 司令長官　李品仙
  - 第21集団軍　李品仙
  - 第15集団軍　何柱国（兼）
  - 第19集団軍　陳大慶
  - 山東挺進軍　李延年

### 冀察戦区
- 総司令　高樹勲
  - 新八軍　胡伯翰

### インド遠征軍
インド遠征軍
- 総指揮　サルタン（副指揮　鄭洞国）
  - 新一軍　孫立人
  - 直属及び特種部隊

### 中国陸軍総司令部
- 総司令：何応欽
  - 第一方面軍　盧漢
  - 第二方面軍　張発奎
  - 第三方面軍　湯恩伯
  - 第四方面軍　王耀武